# Ulm (Arkansas)
Ulm ist eine Stadt im Prairie County im US-Bundesstaat Arkansas. Im Jahr 2000 hatte Ulm 205 Einwohner. Die Fläche Ulms beträgt 0,7 km². Die Bevölkerungsdichte beträgt 304,4/km².
Ulm liegt zwischen Stuttgart (Arkansas) und Clarendon (Arkansas).